# Diadophis punctatus occidentalis
Diadophis punctatus occidentalis is een slang uit de familie toornslangachtigen (Colubridae) en de onderfamilie Dipsadinae. Het is een van de dertien ondersoorten van de ringnekslang (Diadophis punctatus). De ondersoort werd voor het eerst wetenschappelijk beschreven door Charles Émile Blanchard in 1923.
Diadophis punctatus occidentalis komt voor in Verenigde Staten en is endemisch in de staat South Carolina. De habitat bestaat uit de strooisellaag en onder objecten, vaak in de buurt van rivieren.
De slang bereikt een lichaamslengte van 20 tot 60 centimeter. De lichaamskleur is grijsgroen. De buikzijde is rood gekleurd, net als de onderzijde van de staart. De buikzijde is voorzien van een vlekkenpatroon dat bestaat uit kleine zwarte vlekjes. De ring om de nek waaraan de soortnaam te danken is, is zeer breed en altijd ononderbroken.